# Combat de Gratz
Cinquième Coalition
Batailles
Campagne d'Allemagne et d'Autriche
- Sacile
- Teugen-Hausen
- Raszyn
- Abensberg
- Landshut
- Eckmühl
- Ratisbonne
- Neumarkt
- Radzymin (en)
- Caldiero
- Dalmatie
- Ebersberg
- Piave
- Malborghetto
- Linz (en)
- Essling
- Sankt Michael
- Stralsund
- Raab
- Gratz
- Wagram
- Korneuburg
- Stockerau
- Gefrees (en)
- Hollabrunn
- Schöngrabern (en)
- Znaïm
- Ölper

Batailles navales
- Martinique
- Sables-d'Olonne
- Île d'Aix
- Walcheren
- Lissa
- Pelagosa

Campagne de l'île Maurice
- Sainte-Rose
- Saint-Paul
- Île Bonaparte
- Grand Port
- Île de France
- Tamatave

Campagne d'Espagne
Rébellion du Tyrol
Le combat de Gratz oppose les Français commandés par le colonel Gambin aux Autrichiens commandés par le général Gyulay. La confrontation a lieu le 25 et 26 juin 1809.

## Historique
Deux bataillons du 84e régiment de ligne, forts au plus de 1 100 combattants et commandés par le colonel Gambin, avaient été laissés dans la ville de Graz. Le 26 juin, le général autrichien Giulay (Gyulai) se présenta devant cette place avec un corps de 10 à 12 000 hommes.
Le colonel Gambin plaça ses deux bataillons dans les faubourgs de la ville, repoussa toutes les attaques de l'ennemi, le culbuta partout, lui prit 500 hommes, 2 drapeaux, et se maintint dans ses positions pendant 14 heures jusqu'à l'arrivée des renforts du général Broussier.
C'est sur le champ de bataille de Wagram qu'il présenta à l'Empereur les drapeaux pris à Gratz : « Colonel, lui dit Napoléon, je suis content de la bravoure de votre régiment et de la vôtre, vous ferez graver sur vos aigles : UN CONTRE DIX ».